# Lote Tuqiri
Lote Tuqiri (12 de novembro de 1987) é um jogador de rugby sevens japonês. Tuqiri é nascido em Fiji.

## Carreira
Lote Tuqiri integrou o elenco da Seleção Japonesa de Rugbi de Sevens, na Rio 2016, que foi 4º colocada.